# Hilltop Hoods

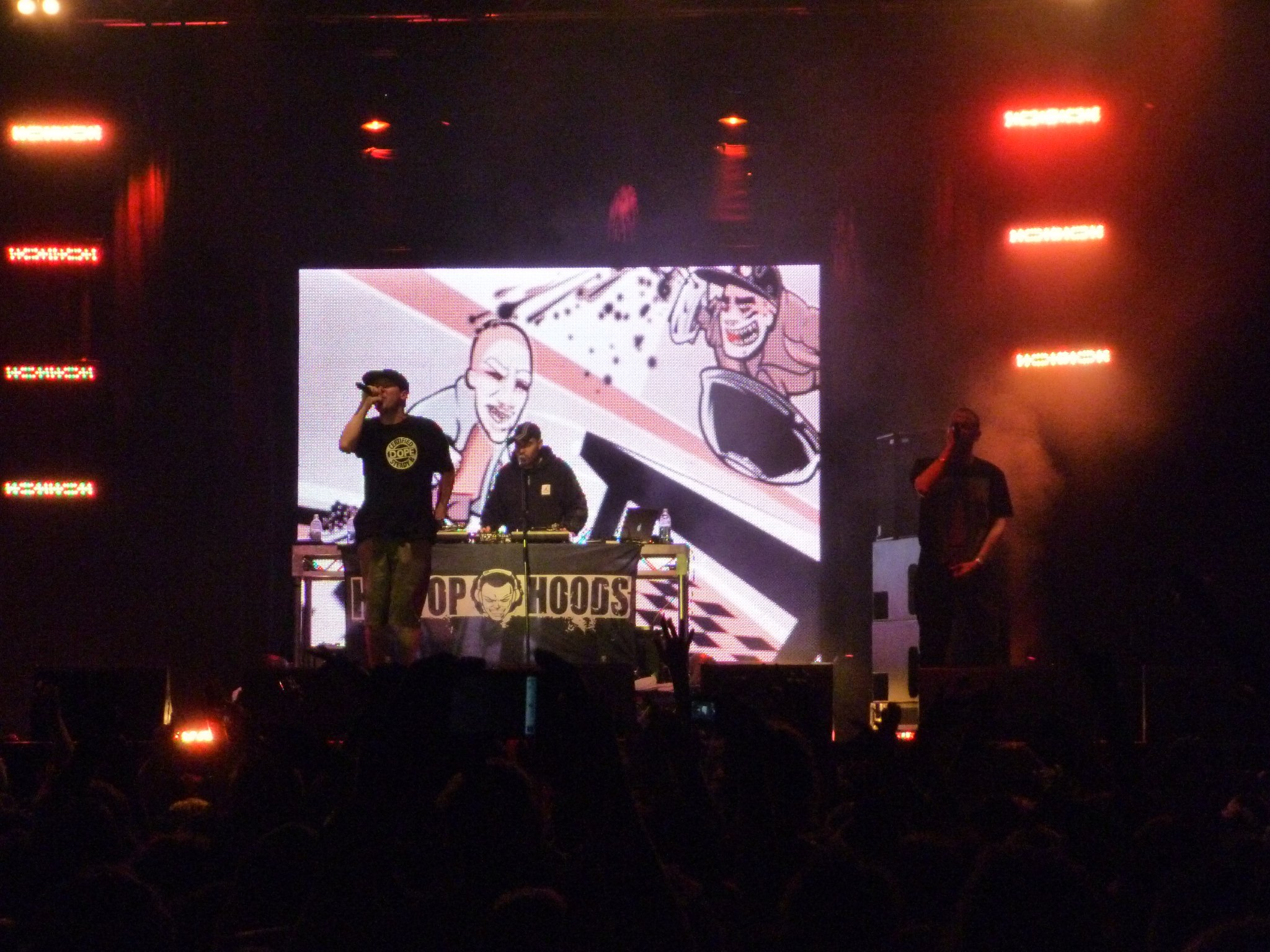
Hilltop Hoods 2009

Gli Hilltop Hoods sono un gruppo musicale hip hop australiano formatosi nel 1994.

## Storia del gruppo
Il gruppo è stato fondato ad Adelaide nel 1994 da Suffa (Matt Lambert) e MC Pressure (Daniel Smith) ai quali si sono poi aggiunti DJ Debris (Barry Francis) e DJ Next (Ben Hare). Quest'ultimo ha lasciato il gruppo nel 1999.
Il primo EP della band è stato pubblicato nel 1997, mentre il primo album è uscito nel 1999. Il successo è arrivato con The Calling (2003), album certificato disco di platino dalla ARIA.
Un successo ancor maggiore è arrivato coi successivi album The Hard Road (2006), State of the Art (2009), Drinking from the Sun (2012) e Walking Under Stars (2014), che hanno tutti raggiunto la prima posizione della classifica ARIA Charts.
Nel corso della loro carriera hanno vinto 7 ARIA Music Awards.

## Formazione
- MC Suffa (Matthew David Lambert) - dal 1991
- MC Pressure (Daniel Howe Smith) - dal 1991
- DJ Debris (Barry John M. Francis) - dal 1999

Ex membri
- DJ Next (Ben John Hare) - dal 1991 al 1999
- MC Summit - nel 1996

## Discografia
Album studio
- 1999 - A Matter of Time
- 1999 - Left Foot, Right Foot
- 2003 - The Calling
- 2006 - The Hard Road
- 2009 - State of the Art
- 2012 - Drinking from the Sun
- 2014 - Walking Under Stars
- 2019 - The Great Expanse

Album di remix
- 2007 - The Hard Road Restrung
- 2016 - Drinking from the Sun, Walking Under Stars Restrung

EP
- 1997 - Back Once Again
- 2009 - Chase That Feeling
- 2009 - Still Standing
- 2009 - The Light You Burned
- 2012 - The Good Life in the Sun

Singoli
- 2014 - Cosby Sweater